# محمد برهان الدين الأول

صورة شخصية لمحمد برهان الدين الأول

محمد برهان الدين (18 تشرين الثاني 1840 م في سورات، الهند - 21 شباط 1906 م)، كان الداعي المطلق التاسع والأربعين لطائفة البهرة الداودية. كان ابن الداعي المطلق السابع والأربعين عبد القادر نجم الدين، الذي ينتمي إلى سلالة عائلة فخر الدين شهيد. بعد وفاة الداعي المطلق الثامن والأربعين عبد الحسين حسام الدين، أصبحت قيادة طائفة البهرة الداودية بين يديه. قاد المجتمع للخروج من فترة من المديونية والفوضى ونقص التنمية داخل الطائفة.
لكونه ابن الداعي المطلق السابع والأربعين، فقد ارتبط ارتباطًا وثيقًا بأبناء طائفة البهرة الداوودية. قضى طفولته ومراهقته حتى سن الأربعين في خدمة والده. تلقى تعليمه في جميع جوانب الدين والدنيا.
تزوج من عيشبة أمة الله عيشبة وأقام في سورات.
وبعد وفاة والده، خدم عبد الحسين حسام الدين بنفس الاحترام والتفاني الذي كان يُكنِّه لوالده.
بعد أن أصبح الداعي المطلق التاسع والأربعين، وضع خطة زمنية محددة لإحداث تحول كامل في آفاق أعضاء جماعة البهرة الداوودية. في السنوات الخمس الأولى ركز على سداد ديون الجماعة. في هذا الجهد قدم عبد الله بدر الدين دعمًا كاملًا مما أدى إلى سداد جميع الديون في خمس سنوات. كرس السنوات الخمس التالية لإعادة هيكلة الإعداد التنظيمي وإعادة ترتيب إجراءات عمل الجماعة. في السنوات الخمس التالية بعد ذلك، عمل من أجل تنمية ونمو أعضاء الجماعة بشكل خاص والطائفة ككل.
وظل داعيًا مطلقًا حتى عام 1906م، وعيّن (أو نصّ) على ابن أخيه عبد الله بدر الدين خليفةً له، ومات وهو يردد "يا علي، يا علي" باستمرار في لحظاته الأخيرة.

## الحياة المبكرة
وُلد السيّد محمد برهان الدين في مدينة سُرات، الواقعة في ولاية كجرات بالهند، حيث كان يقيم والده السيّد عبد القادر نجم الدين. نشأ في كنف أسرة الداعي المطلق، وتربّى على يد والده، الذي تولّى تعليمه وتثقيفه، وغرس فيه المبادئ الدينية والروحية للطائفة. كان والده قائدًا شجاعًا وذكيًا، واجه فترات عصيبة حين دبّر أعداء طائفة البهرة الداوودية مؤامرة داخلية بين أفراد الجماعة، زاعمين أن النصّ (تعيين الخليفة) لم يُجرِه الداعي المطلق السادس والأربعون، محمد بدر الدين، على عبد القادر نجم الدين. وقد أدى ذلك إلى اضطراب شديد وبلبلة داخل الطائفة. ومع ذلك، لزم والده الصمت، ولم يُجِب خصومه، بل وجّه جهوده إلى تثقيف وتعليم أبناء الطائفة، حتى لا يتأثروا بتلك الشائعات. ولما سُئل عن سبب صمته، قال: "الداعي الخامس من بعدي، هو الذي سيردّ على أعدائي."
تزوّج محمد برهان الدين من عائسبت أمة الله عائسبت، واستقرّ معها في سُرات. وقد أنجب منها طاهر سيف الدين، الذي قال عنه عبد القادر نجم الدين إنه هو من سيُفحم خصومه ويردّ كيدهم.
رُزق بما يقارب ثلاثين ولدًا، لكن أغلبهم تُوفّوا في مرحلة الطفولة المبكرة. وبعد ذلك وُلد له طاهر سيف الدين، وأخوه الطيّب بهائي صاحب زين الدين.
قضى محمد برهان الدين معظم وقته إلى جانب والده، يساعده في أداء المهام الدينية، ويتعلّم منه أسرار العقيدة وتفاصيل التقاليد والممارسات الخاصة بطائفة البهرة الداوودية، في فترة كانت بمثابة مرحلة التكوين العلمي والروحي بالنسبة له.
وخلال هذه السنوات، كانت عائسبت هبة أمة الله ترعى أبناءها برعاية الأم الحنون، لكن القدر لم يمهلها طويلاً، إذ توفّيت بعد ثماني سنوات من ولادة طاهر سيف الدين، فكانت فاجعة كبيرة أثّرت في نفس محمد برهان الدين بعمق.

## الحياة قبل منصب الداعي المطلق
وُلد السيّد محمد برهان الدين في نفس العام الذي تولّى فيه والده منصب الداعي المطلق السابع والأربعين لطائفة البهرة الداوودية. وقد حظي بشرف خدمة والده، ثم خدمة عمه، الداعي المطلق الثامن والأربعين عبد الحسين حسام الدين، فكان له الفضل في خدمة داعيَين مطلقَين، وهو شرف عظيم قلّ أن يناله أحد.
وفي سن الخامسة عشرة، منحه والده لقب "هداية" – وهو لقب يُمنح لأهل العلم – كما لقّبه بـ "برهان الدين"، وهو الاسم الذي اشتهر به بعد ذلك. ولم يكتفِ والده بذلك، بل هيّأه لتحمّل مسؤوليات الدعوة، وعيّنه في منصب رأس الحدود، وهو من أرفع المناصب في سلم الدعوة البُهرية.
وبعد وفاة والده، استمرّ برهان الدين في خدمة عمه عبد الحسين حسام الدين، بنفس الإخلاص والوفاء. وقد عيّنه عمه في منصب مُكاسر الدعوة، وهو المنصب الثالث في ترتيب قيادة الدعوة، كما ولاّه ولاية مدينة بمباي (مومباي). وفي إحدى زياراته إلى كربلاء، لأداء زيارة الإمام الحسين، وكان برفقته عائسبت أمة الله عائسبت بيبي، طلب منها أن تقف قريبًا جدًا من الضريح المقدّس للإمام الحسين، حتى ينال الجنين في بطنها بركة الزيارة. وكان ذلك الجنين هو طاهر سيف الدين، الذي سيصبح لاحقًا الداعي المطلق الحادي والخمسين. 
وفي عام 1891م، قرر عمه، الداعي المطلق الثامن والأربعين، السفر إلى بمباي، وقبيل مغادرته صرّح قائلًا: "إني أترك خلفي منصوصي وجان نشين (خليفتي) محمد برهان الدين." وبذلك أجرى عليه النصّ (تعيين الخليفة بالنصّ الشرعي). وخلال رحلته، ألمّ به المرض، وعندما وصل إلى أحمد آباد اشتدّ عليه العارض، فأعاد النصّ على محمد برهان الدين، هذه المرّة أمام كبار رجال الدعوة، وأخذ منهم الميثاق على حفظ النصّ والوفاء به، ثم توفي هناك. وهكذا أصبح محمد برهان الدين الداعي المطلق التاسع والأربعين لطائفة البهرة الداوودية. وكان في تلك اللحظة في بمباي، لكن شدة الأمطار حالت دون سفره إلى أحمد آباد، حتى قيل إن السماء ذاتها بكت على رحيل عبد الحسين حسام الدين.

## الحياة بعد منصب الداعي المطلق
في عام 1891، تولّى السيّد محمد برهان الدين منصب الداعي المطلق التاسع والأربعين. وكانت آنذاك على عاتق طائفة البهرة الداوودية ديونٌ عظيمة. فتابع جهود الداعي المطلق الثامن والأربعين عبد الحسين حسام الدين في سداد تلك الديون، وقد أعانه في هذه المهمة عبد الله بدر الدين أيّما إعانة. وقد اتّسمت السنوات الخمس الأولى من عهده بالشدة والمشقّة، غير أنه تمكن خلالها من سداد جميع ديون الطائفة. ثم كرّس السنوات الخمس التالية لتنظيم شؤون الطائفة وتثبيت دعائمها، وفي الخمس السنوات التي تلتها، عمل على تأمين الطائفة ورفع شأنها بين الأمم.
أسّس خلال عهده العديد من المساجد لأداء الصلاة، والمدارس الدينية لنشر العلم، وخانات المسافر لإيواء الزوّار. كما سنّ عادة تقديم الطعام للمسافرين القادمين لزيارة أضرحة الدعاة والقادة البارزين من طائفة البهرة الداوودية.
وكان إذا زار بمباي (مومباي)، نزل في سيفي محل، وقد ألقى فيه موعظة عاشوراء (العاشر من محرّم الحرام). ثم اشترى هذا المكان ابنه الداعي المطلق الحادي والخمسون طاهر سيف الدين، وجعله داراً للداعي المطلق.
وفي عام 1904، وعندما بلغ الرابعة والستين من عمره، أدّى فريضة الحج. وعند وصوله إلى الكعبة، استقبله ملك الحجاز بحفاوة وإجلال. وسُيِّرت له مواكب احتفالية وهو جالس في عربة تجرّها الخيول، تخترق أسواق منى، وقد أبهرت أنواره الحاضرين، حتى إنّ أهل البلاد أقبلوا على تقبيل يديه وقدميه تعظيماً له، ولمّا لم يعرفوه، ظنّوه ملكاً من الملائكة لجلال هيبته وسموّ مقامه.
غير أن عام 1906 كان عام الحزن في نفوس أتباع الطائفة، إذ ألمّ المرض بالقائد الحكيم والبصير محمد برهان الدين، فصلّوا ودعوا له بالشفاء، لكن القدر كان قد كتب الوداع، فاشتد عليه المرض، وأوصى بـ النصّ إلى عبد الله بدر الدين، ثم توفي. وقد دام عهده خمسة عشر عامًا، قاد فيها الطائفة من الضيق إلى الفرج، ومن الدَّين إلى الاكتفاء، حتى أصبح كل فرد من أتباع الطائفة يعيش في سعادة وازدهار.

## الإنجازات
حين تولّى السيّد محمد برهان الدين منصب الداعي المطلق التاسع والأربعين، كانت طائفة البهرة الداوودية مثقلةً بالديون، مضطربة التنظيم، وتفتقر إلى التنمية والتقدّم.
فقد وضع برهان الدين خطة محكمة للنهوض بالطائفة، ارتكزت على ثلاث مراحل رئيسة:
- في السنوات الخمس الأولى، كرّس جلّ وقته وجهده لسداد ديون الطائفة. فبذل مساعيه لدى وجهاء وأثرياء الجماعة، وقابلهم شخصيًا لجمع الأموال اللازمة لتسوية تلك الديون. وقد نجح، بفضل عزيمته، في سدادها جميعًا خلال هذه المدة.
- ثم أمضى السنوات الخمس التالية في إعادة هيكلة التنظيم الإداري للطائفة، فوضع نظامًا واضحًا للصلاحيات والمسؤوليات، مما مهّد الطريق أمام سير العمل بانسيابية. فتلاشت العقبات السابقة، وأصبحت مؤسسات الطائفة تعمل بكفاءة ونظام، مما أعاد للتنظيم الداخلي قوّته وانضباطه.
- وفي السنوات الخمس الأخيرة من خطّته، خصّص جهوده لتنمية الطائفة ورفع مستوى المعيشة بين أفرادها. فابتكر سُبُلًا لتحقيق النمو والازدهار، حتى ارتقت الطائفة في هذه المرحلة إلى مراتب عالية في التقدم الاقتصادي والاجتماعي.

وقد أنشأ خلال عهده عددًا كبيرًا من المساجد، تسهيلًا لأداء الفرائض وممارسة الشعائر الدينية.
كما أسّس العديد من المدارس الدينية (المدارس) لتعليم أصول الدين وتعاليمه، حتى تنشأ الأجيال الجديدة على فهم موحّد وسليم لمبادئ العقيدة، وإرثها الثقافي والروحي.
كما بنى خانات المسافر، لا سيّما في جوار أضرحة الدعاة المطلقين والشخصيات البارزة من الطائفة، لتيسير زيارة القادمين من مناطق بعيدة لأداء واجب الاحترام والتقدير لتلك المقامات.
ولم يقف عند هذا الحد، بل أطلق عادة توفير الطعام مجانًا في خانات المسافرل، ليتمكّن الزوّار من الإقامة وأداء الزيارة دون قلق بشأن الطعام أو النفقة.
وقد أثمرت هذه الجهود نهضة شاملة في الطائفة، وبلغت من النمو والرفاه ما جعل الداعي محمد برهان الدين، في لحظاته الأخيرة، مطمئن النفس، راضي القلب، يلهج بذكر مولانا علي عليه السلام، مردّدًا عبارته الخالدة: "فزت وربّ الكعبة"، المستوحاة مما قاله علي في صلاته حين ضربه عبد الرحمن بن ملجم، وكأن لسان حاله يقول: "برهان الدين كذلك قد فاز"، وبلغ من حياته ما أراد.